# Puntius asoka
Puntius asoka е вид лъчеперка от семейство Шаранови (Cyprinidae). Видът е застрашен от изчезване.

## Разпространение
Видът е ендемичен за Шри Ланка. Среща се в река Ситауака и нейните притоци, както и в река Келани близо до Китулгала.

## Описание
Тази риба може да достигне дължина от 17 см.